# Lampetis helenae
Lampetis helenae es una especie de escarabajo del género Lampetis, familia Buprestidae. Fue descrita científicamente por Krajcik en 2007.